# Mustafa Çakmak
Mustafa Çakmak (* 19. Dezember 1909 in Sivas; † 29. Oktober 2009 in İstanbul) war ein türkischer Ringer. Er war Vize-Europameister 1939 und 1947 im griechisch-römischen Stil im Halbschwer- bzw. Schwergewicht.

## Werdegang
Çakmak, der vor dem Zweiten Weltkrieg unter dem Namen Mustafa Avcioğlu startete und dem Ringerclub Kumpaki angehörte, war ein Pionier des sportlichen Ringens in der Türkei. Wie viele türkische Ringer kam er vom Öl-Ringkampf. Er begann aber schon zu Beginn der 1930er-Jahre mit dem sportlichen Ringen. Dabei startete er sowohl im griechisch-römischen als auch im freien Stil. 1932 wurde er erstmals Balkanmeister. Im Jahre 1936 gehörte er zu einer türkischen Ringermannschaft, die in der Sowjetunion, die damals noch nicht dem internationalen Ringerverband angehörte, einige Wettkämpfe bestritt. Von dieser Tournee sind keine Ergebnisse bekannt.
1936 startete Çakmak (Avcioğlu), vorbereitet von Onni Pellinen, dem finnischen Trainer der Türken, bei den Olympischen Spielen in Berlin. Im griechisch-römischen Stil gelangen ihm dabei im Halbschwergewicht zwei bemerkenswerte Punktsiege über den Tschechen František Mrášek und den Ungarn Gyula Bóbis. In seinem dritten Kampf wurde er aber von dem Letten Edvīns Bietags geschultert, der später die Silbermedaille gewann. Er erreichte damit 5 Fehlpunkte und musste ausscheiden. In der Endabrechnung belegte er den achten Platz. Çakmak ging auch im freien Stil an den Start, musste aber nach einem Punktsieg über den Briten Thomas Ward und einer Schulterniederlage gegen den Schweizer Paul Dätwyler verletzt aufgeben.
1939 erschien eine starke türkische Mannschaft bei der letzten vor dem Zweiten Weltkrieg stattfindenden Europameisterschaft im griech.-röm. Stil in Oslo, ihr gehörte auch Çakmak an. Er besiegte in Oslo im Halbschwergewicht u. a. Umberto Silvestri aus Italien und den Silbermedaillengewinner der Olympischen Spiele 1936 im freien Stil, August Neo aus Estland; erst im Endkampf unterlag er dem Schweden Nils Åkerlindh knapp nach Punkten. Er wurde somit Vize-Europameister.
Nach dem Zweiten Weltkrieg erschien er, obwohl schon fast 40 Jahre alt, im Jahre 1947 bei der Europameisterschaft im griech.-röm. Stil in Prag. Er erreichte dabei den Endkampf im Schwergewicht, in dem er keinem geringeren gegenüberstand als dem zweifachen Europameister von 1938 und 1939, dem Esten Johannes Kotkas, der jetzt für die Sowjetunion startete. Kotkas gewann diesen Kampf und Mustafa Çakmak wurde erneut Vize-Europameister.
Bei den Olympischen Spielen 1948 in London war Çakmak wieder im Halbschwergewicht (griech.-röm. Stil) am Start. Nach einem Sieg über einen argentinischen Ringer unterlag er überraschend gegen den britischen Meister Kenneth Richmond und nicht unerwartet gegen Karl-Erik Nilsson aus Schweden, den späteren Olympiasieger; so musste er nach der 3. Runde ausscheiden.
Nach Beendigung seiner Laufbahn als aktiver Ringer war er als Trainer tätig. Einer seiner erfolgreichsten Schüler war Europameister Sirri Acar.

## Ergebnisübersicht
(OS = Olympische Spiele, WM = Weltmeisterschaft, EM = Europameisterschaft, GR = griech.-röm. Stil, F = freier Stil, Hs = Halbschwergewicht, S = Schwergewicht, damals bis 87 kg bzw. über 87 kg Körpergewicht)
- 1936, 8. Platz, OS in Berlin, GR, Hs, mit Siegen über František Mrášek, Tschechoslowakei u. Gyula Bóbis, Ungarn u. einer Niederlage gegen Edvīns Bietags, Lettland

- 1936, unpl., OS in Berlin, F, Hs, nach einem Sieg über Thomas Ward, Vereinigtes Königreich u. einer Niederlage gegen Paul Dätwyler, Schweiz, Aufgabe wegen Verletzung

- 1939, 2. Platz, EM in Oslo, GR, Hs, mit Siegen über Hans Hansen, Dänemark, August Neo, Estland u. Umberto Silvestri, Italien u. einer Niederlage gegen Nils Åkerlindh, Schweden

- 1947, 2. Platz, EM in Prag, GR, S, mit Siegen über Pauli Riihimäki, Finnland, Natale Vecchi, Italien u. Jaroslav Sysel, Tschechoslowakei u. einer Niederlage gegen Johannes Kotkas, UdSSR

- 1948, 8. Platz, OS in London, GR, Hs, mit einem Sieg über Adolfo Ramirez, Argentinien u. Niederlagen gegen Karl-Erik Nilsson, Schweden u. Kenneth Richmond, Vereinigtes Königreich

Außerdem war Mustafa Çakmak in den Jahren 1932, 1934, 1935, 1937 und 1940 Balkanmeister. Stilart und Gewichtsklasse sind nicht bekannt.